# Xysticus ovadan
Xysticus ovadan là một loài nhện trong họ Thomisidae.
Loài này thuộc chi Xysticus. Xysticus ovadan được Yuri M. Marusik & Dmitri Viktorovich Logunov miêu tả năm 1995.